# Хелиофите
Хелиофите (ήλιος – сунце, φυτό – биљка) или хелиофилне биљке, оне којима је потребна велика количина светлости, односно оне које су прилагођене јакој соларној радијацији својом грађом и метаболизмом. Грађа хелиофита је хелиоморфна и склероморфна што подразумева мале листове са грубим длачицама и воштаном превлаком против јаке радијације и губитака воде. Грађа често подразумева двоструки слој палисадних ћелија у листу. Хлоропласти садрже заштитне компоненте као на пример каротеноиде и ензиме који спречавају акумулацију реактивних једињења кисеоника која су токсична.
Поред тога, стома је много више да би се постигла већа размена гасова, што доводи до повећања нивоа фотосинтезе. За разлику од сциофита, хелиофите имају високу тачку светлосне компензације тј. захтевају већи интензитет осветљености да би ефикасно везивали угљен-диоксид. Листови светлости имају висок капацитет и до 30 μmolCO2/m2s, али имају и виши базални метаболизам у поређењу са другим листовима. Хелиофите не подносе сенку зато што је однос између дисања и фотосинтезе код њих неповољан при условима ослабљене светлости. За хелиофите је светлосни ужитак (L=Lmin/Lmax*100) једнак вредности пуног дневног осветљења отвореног поља, што значи да и Lmin и Lmax износе 1, односно да је светлосни ужитак 100%. 
Хелиофите су често и ксерофите јер услови високог светлосног интензитета најчешће подразумевају и сушне услове што је карактеристика отворених, јако осветљених станишта као што су пустиње, степе, ливаде, високопланински пашњаци, камењари. У таквим условима опстаје широколиста боквица, жедњак, чуваркућа, подбел, гладница, споменак, мајкина душица и многе друге. Од хелиофитног дрвећа истичу се својим великим потребама за пуном дневном светлошћу бели и црни бор, бреза, трепетљика, бели и црни јасен, ариш на пример. Хелиофилне врсте дрвећа образују светле лишћарске и четинарске шуме које се одликују богатим спратом приземне вегетације због већег продора светлости до тла.